# Ramon Casals i Vernis
Ramon Casals i Vernis (Reus, 2 de desembre de 1860 - 5 de març de 1920) va ser un pintor, dibuixant i exlibrista català.

## Biografia
De petit va mostrar interès pel dibuix, i el seu pare el va enviar a Barcelona a estudiar dibuix i pintura amb el retratista i aquarel·lista Benet Belli, llavors famós, i amb Domènec Soberano. El 1873 va entrar a l'Escola de la Llotja, on va estudiar pintura i dibuix al natural. El 1882 va passar per Madrid i el 1883, gràcies a les bones qualificacions obringudes a Llotja, rebé una beca procedent d'un llegat per anar a Roma, on ingressà al Regio Instituto di Belli Arti di Roma, i es va relacionar amb diversos artistes italians i de l'estat espanyol, com ara Benlliure, Pradilla, a través de l'acadèmia de Gigi. Va visitar museus a Itàlia i també a França, i va dedicar un temps al Museo del Prado.
De tornada a Reus, el 1885 va fundar l'Acadèmia Fortuny, de gran popularitat a la ciutat, que va dirigir fins a la seva mort el 1920. A l'Acadèmia Fortuny es dedicava, a més de a l'ensenyament, a assajar el fotogravat, l'aiguafort, la fototípia, la ceràmica, i la confecció de material escolar, i també pintava i dibuixava. Va organitzar diverses exposicions, una el 1902 sobre cartellisme, al Centre de Lectura, i d'altres, de forma freqüent, amb obres dels seus alumnes, i publicava reculls de dibuixos. Alguns dels seus deixebles, com Eugeni Fornells, van ser pintors coneguts. Va ser també director de l'Escola Municipal de Dibuix de Reus des de la seva fundació.
Amic de Pau Font de Rubinat, Casals va viatjar amb ell a París el 1889, junt amb Alexandre de Riquer, i van decidir impulsar els exlibris a Catalunya, dels quals Ramon Casals en va dibuixar uns dos-cents. Va destacar com a cartellista i com a il·lustrador de llibres. Va escriure a la premsa local, a Lo Somatent i a la Revista del Centre de Lectura, i va fundar i dirigir la revista mensual artística i literària Reus Artístich. El 1901, Casals i Font de Rubinat van promoure la societat reusenca «Amics del Llibre i dels Exlibris». Casals va col·laborar també a la Revista Ibérica de exlibris, fundada el 1903 per un grup d'amants dels exlibris i exlibristes, entre els quals hi havia Font de Rubinat, de Riquer, i Josep Triadó.
Gran admirador de Marià Fortuny, va investigar i recollir material per escriure un llibre sobre aquell artista reusenc. L'obra, titulada Fortuny: el seu avi i els seus protectors, va quedar inèdita.
L'escultor i medallista reusenc Ramon Ferran i Pagès va dedicar a Ramon Casals una de les seves medalles de personalitats de la seva ciutat.

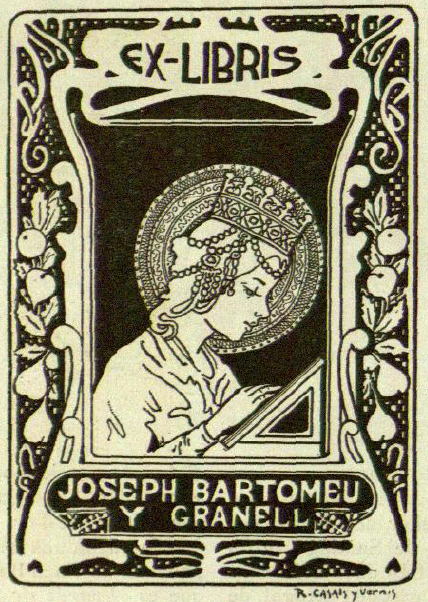
Exlibris de R. Casals i Vernis per a Josep Bartomeu i Granell, 1904.